# Dítě a kouzla
Dítě a kouzla, v originále L'Enfant et les Sortilèges je opera–balet z roku 1925, druhá ze dvou oper francouzského skladatele Maurice Ravela. Jedná se o lyrickou fantazii, skládající se ze dvou částí, na libreto spisovatelky Colette. Premiéra opery se konala 21. března 1925 v Opéra de Monte-Carlo. Autorem choreografie byl George Balanchine, orchestr dirigoval Victor de Sabata.

## Námět a historie vzniku

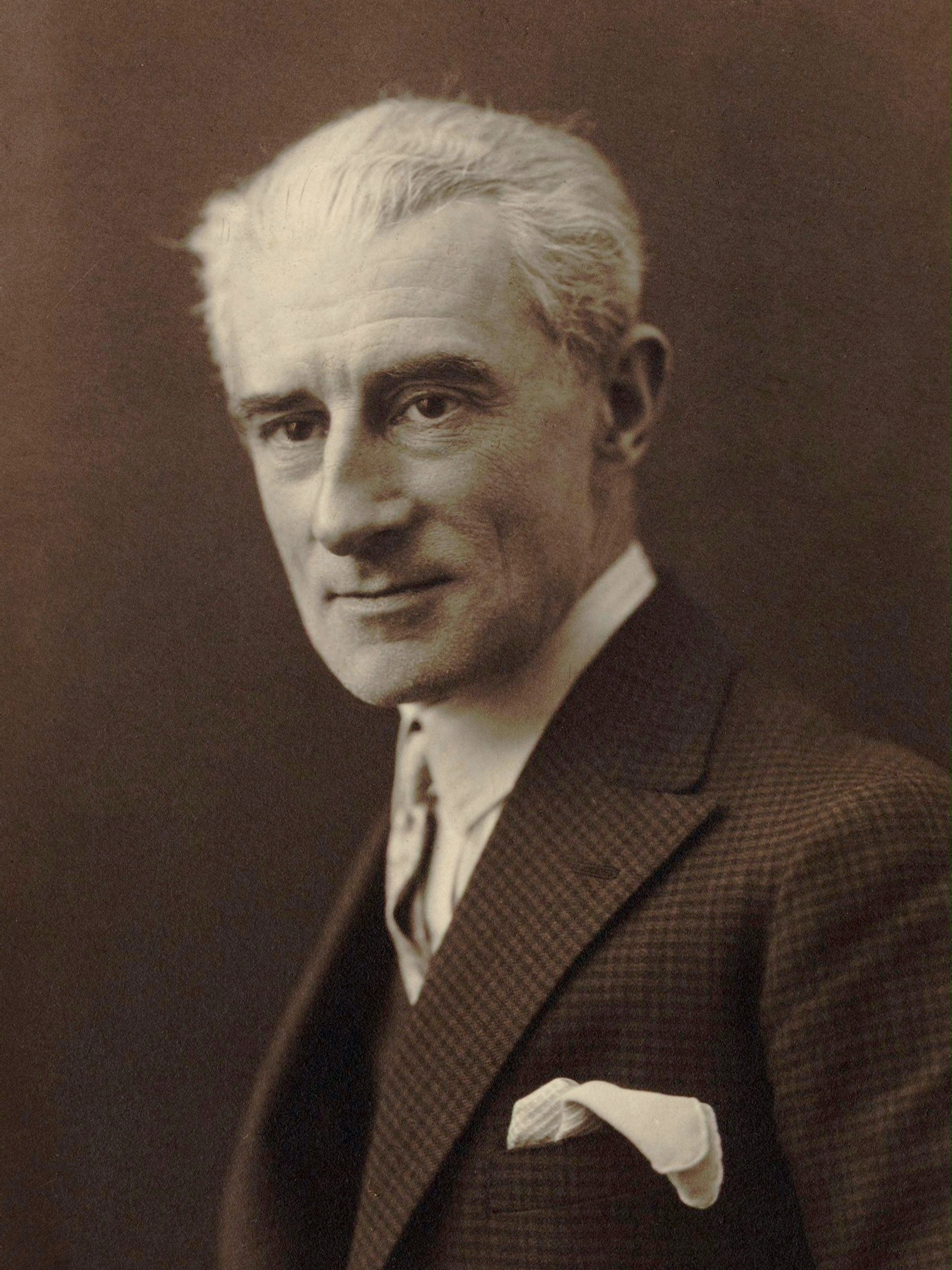
Maurice Ravel (1925)

Námětem opery věnované dětem i jejich rodičům je příběh o tom, jak se věci, hračky, knihy, rostliny a zvířata v domě i na zahradě vzbouří proti zlobivému dítěti, které je ve chvíli vzdoru ničí a ubližuje jim. Teprve, když dítě projeví lítost a dobrotu, dají se věci zase do pořádku.
Libreto vzniklo z původního podkladu pro balet, který si objednal Jacques Rouché, ředitel Pařížské opery, u spisovatelky Colette. Ta svoje dílo nazvala Ballet pour ma fille (Balet pro mou dceru). Přání zhudebnit její text projevilo hned několik skladatelů. Colette si vybrala ke spolupráci Maurice Ravela a v letech 1919 – 1925 vznikla opera–balet s názvem L'Enfant et les Sortilèges (Dítě a kouzla), ve které vystupují kromě postav také věci, zvířata, ptáci, rostliny a jeden živel (oheň). Opera–balet měla premiéru v Monte Carlu 21. března 1925. Pocity publika i kritiky po monacké premiéře byly smíšené, ale pak následovala další úspěšná uvedení na světových operních scénách: Praha a Lipsko (1927), Vídeň (1929), San Francisco (1930), Florencie (1939), Oxford (1958). V Kanadě byla uvedena filmová verze vyrobená společností CBC Television v roce 1950.

## Role
- Dítě – mezzosoprán
- Matka – kontraalt
- Židle – bas
- Křeslo – soprán
- Hodiny – baryton
- Oheň - koloraturní soprán
- Konvice – tenor
- Čínský šálek – mezzo/kontraalt
- Pastýř – kontraalt
- Pastýřka - soprán
- Princezna - koloraturní soprán
- Aritmetika - tenor
- Kočka – mezzosoprán
- Kocour – baryton
- Strom – bas
- Můra – mezzosoprán
- Slavík – koloraturní soprán
- Sova – soprán
- Netopýr – soprán
- Veverka – mezzosoprán
- Žába - tenor

## Obsah
Opera má jedno dějství, skládající se ze dvou částí
Místo: starý venkovský dům v Normandii

### 1. část
(V 1. části vystupují: dítě, matka, židle křeslo, hodiny, konvice, šálek, oheň, princezna, pastýřka, pastýř, početní sešit, kočka, kocour)
Bohatě zařízený pokoj ve starém venkovském domě
Do pokoje venkovského domu vchází matka sedmiletého chlapce, aby se zeptala, zda má už hotový početní úkol do školy. Chlapec matce odmlouvá a ta ho nazve lenochem a rozzlobená odejde z místnosti.
Chlapec se ze vzdoru a vzteku, že byl pokárán, vrhá na věci, které ho obklopují, rozbíjí je a ničí. Když se mu únavou začnou zavírat oči zjistí, že nešťastné objekty v jeho pokoji ožívají. Slohový nábytek (židle a křeslo Ludvík XV.), čínský porcelán (konvice a šálek na čaj), hodiny–pendlovky, oheň v krbu, pohádkové postavy z knížky (princezna, pastýř a pastýřka), dokonce i jeho početní sešit v podobě muže se sborem číslic, kočka i kocour, začínají mluvit. Vznášejí svá obvinění proti dítěti, které jim ubližovalo a žádají pro něho přísný trest.

### 2. část
(Ve 2. části vystupují: dítě, sova, strom, můra, slavík, netopýr, veverka, žába)
 Zahrada u domu
Scéna se mění na zahradu, kde rostliny, ptáci i zvířata, která tam žiji se přidávají k obžalobě za chování malého chlapce a všichni touží po pomstě. Dítě ve strachu volá svoji matku, ale všechny bytosti se na ně vrhnou. Dítě se je snaží zahnat a jak všichni prchají, dojde ke zranění malé veverky. Chlapec si s lítostí uvědomí, že tohle nechtěl a veverku ošetří.
Oživlé bytosti se vrací zpět a když vidí, že chlapec ošetřil veverku, usoudí, že dítě má dobré srdce a odpustí mu. Zatím co se dítě vyčerpáním zhroutí, rozhodnou se pomoci mu vrátit se do domu a spolu s ním v závěrečném sboru přivolávají jeho matku. Opera konči dvěma slabikami, které zpívá dítě „Maman“.

## Hudba
Pohádkovou atmosféru příběhu podtrhl autor impresionistickou hudbou pro velký orchestr, která byla na dobu vzniku velmi moderní a novátorská. Maurice Ravel uplatnil při komponování celou řadu hudebních žánrů od jazzu po foxtrot, ragtime, polku a valčík. Objevují se zde i netradiční hudební nástroje jako struhadlo na sýr, lomozící klika, bič ap.
V pěvecké části je zastoupeno osm hlasových oborů (tenor, kontraalt, soprán, koloraturní soprán, mezzosoprán, mezzo/kontraalt, baryton a bas). Jeden z hlasových oborů je tak přiřazen dvojicím nebo skupinám představitelů. Kromě sólových rolí jsou zastoupena i dueta, smíšený sbor dospělých a sbor dětí.
Celkové pojetí díla posouvá tuto operu– balet směrem k oblasti muzikálu.

## Další uvedení na českých a evropských scénách (výběr)
- 1999, Janáčkovo divadlo, Brno (uvedeno spolu s operou Maurice Ravela Španělská hodinka)
- 2007– 2010, Národní divadlo, Praha (uvedeno spolu se Sinfoniettou Leoše Janáčka)[1]
- 2008, Teatro San Carlo, Neapol (uvedeno spolu s operou Bély Bartóka Modrovousův hrad)[2]
- 2016, Jihočeské divadlo, České Budějovice[3]